# ABM (przedsiębiorstwo)

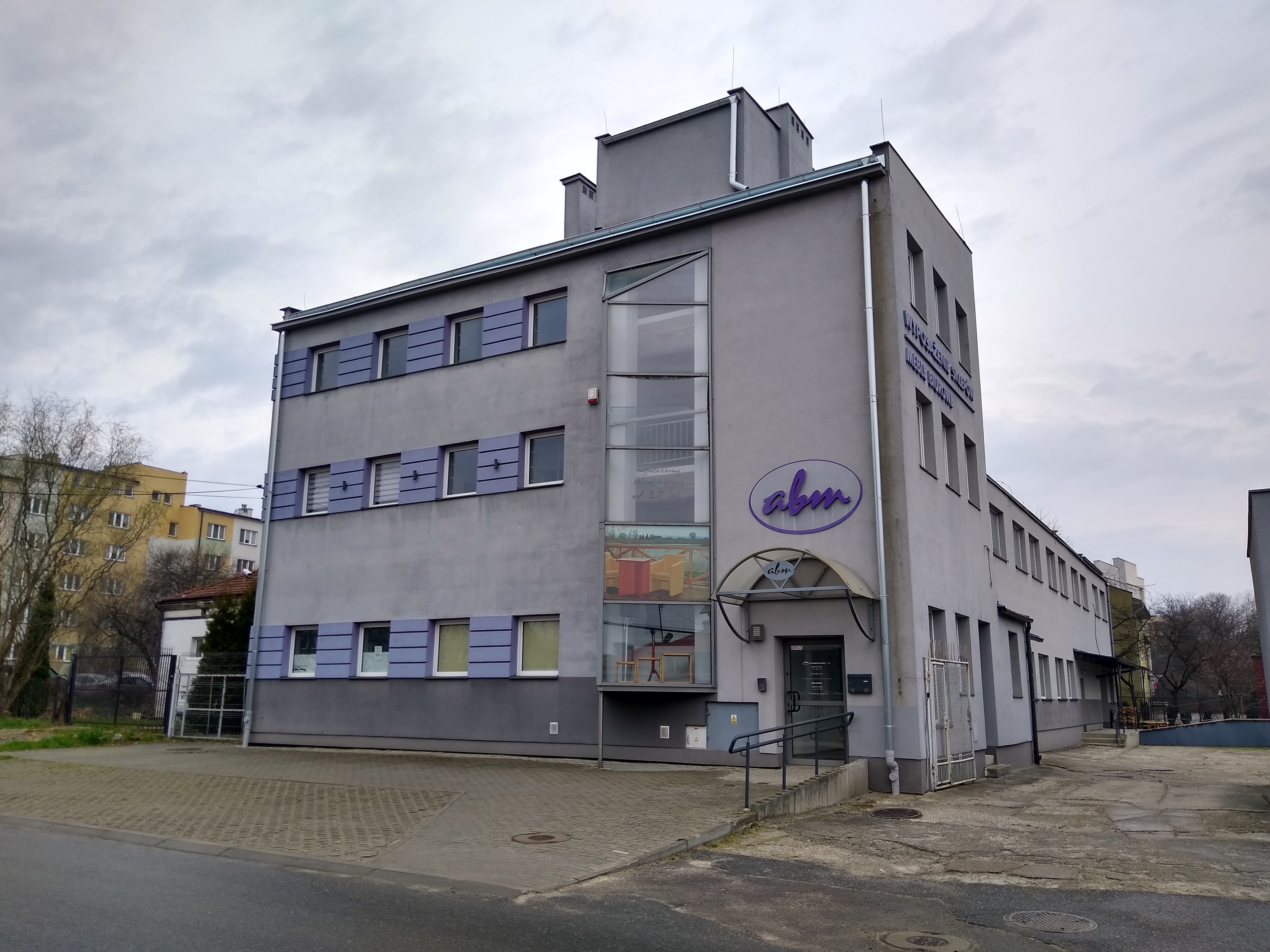
Salon sprzedaży ABM w Rzeszowie

ABM Spółka Akcyjna – polski producent mebli sklepowych, z siedzibą w Krakowie, działa od 1991 roku. Sieć dystrybucji Spółki znajduje się na obszarze Polski południowo-wschodniej.
Salony sprzedaży: Kraków, Katowice,Tarnów, Rzeszów.

## Historia
Firma została utworzona w 1991 roku. Od 1993 działa pod nazwą ABM – znak zarejestrowany w 1995. Przez 25 lat prowadziła działalność w Krakowie przy ul Gromadzkiej 46. W 2010 rozpoczęła przygotowania do budowy nowej siedziby. W ramach inwestycji wybudowana została także droga dojazdowa, dla której firma stworzyła nazwę i procedowała jej rejestrację. Obecnie siedziba mieści się przy tej właśnie ulicy – Dobry Początek 6

## Przedmiot działalności przedsiębiorstwa ABM
Przedmiotem działalności Spółki jest produkcja, sprzedaż hurtowa i detaliczna mebli i wyposażenia sklepowego. Spółka  świadczy także  usługi dodatkowe dla branży wyposażenia sklepów: doradztwo, projektowanie, wizualizacja, opracowanie konceptów oraz ich wdrażanie, montaż i  transport mebli. Spółka prowadzi bloga, udziela porad eksperckich w prasie branżowej. Główni odbiorcy: sieci handlowe, właściciele średnich i małych sklepów każdej branży, odbiorcy hurtowi.  Obszar działania – Polska oraz większość krajów Europy.

## Nagrody i wyróżnienia
- Diament Forbes[6] – 2012, 2021, 2023
- Gazele Biznesu[7] – 2004, 2005, 2008, 2009, 2015, 2018, 2019
- Brylant Polskiej Gospodarki[8] – 2017, 2018, 2019, 2020, 2021, 2022
- Gepardy Biznesu[9] – 2006, 2007, 2009, 2010, 2011, 2016, 2017, 2018
- Orły Meblarstwa[10] - 2018, 2020, 2021
- Wielki Modernizator[11] - 2021, 2022
- Światowa Firma Worldwide Company[12] - 2020
- Rzetelna Firma[13] – uczestnictwo  w programie od 2008
- Przedsiębiorstwo Fair Play[14] – co roku od 2006, w tym 2015 – nominacja do nagrody głównej Fair Play, 2017 –  tytuł Ambasador Fair Play w biznesie, 2019 – Nagroda Główna Fair Play
- Lodołamacz 2006 – nagroda Polskiej Organizacji Pracodawców Osób Niepełnosprawnych za działalność na rzecz aktywizacji zawodowej osób niepełnosprawnych[15]

## Wyróżnienia dla produktów ABM
- Perły Rynku – 2011, 2012, 2013, 2014[16]
- Best Shop Concept -2016[17], 2018[18]
- Diament Meblarstwa[19] – 2020
- Produkt Roku – Meble Plus[20] – 2020
- Must Have[21] – 2020

## Sponsoring
- TEAM ABM- biegi uliczne, triatlony, zawody rowerowe, drużyna piłkarska
- Partner Fundacji Poland Business Run[22] – biegi charytatywne na rzecz osób po amputacji kończyn
- Sponsor Mistrza Świata w pływaniu Lodowym[23] - Marcina Szarpaka[24][25]
- Społeczność lokalna – pomoc finansowa osobom niepełnosprawnym i dzieciom z rodzin ubogich